# Кубок Шотландії з футболу 1927—1928
Кубок Шотландії з футболу 1927–1928 — 50-й розіграш кубкового футбольного турніру у Шотландії. Титул вп'яте здобув Рейнджерс.

## Третій раунд
| Команда 1                     | Рахунок | Команда 2              |
| ----------------------------- | ------- | ---------------------- |
| 18 лютого 1928                |         |                        |
| Альбіон Роверз (2)            | 3:1     | Ейрдріоніанс (1)       |
| Селтік (1)                    | 2:0     | Аллоа Атлетік (2)      |
| Данді (1)                     | 1:2     | Данфермлін Атлетік (1) |
| Гарт оф Мідлотіан (1)         | 1:2     | Мотервелл (1)          |
| Гіберніан (1)                 | 0:0     | Фолкерк (1)            |
| Кілмарнок (1)                 | 4:4     | Квінз Парк (1)         |
| Рейнджерс (1)                 | 3:1     | Кінгз Парк (2)         |
| Сент-Міррен (1)               | 0:5     | Партік Тісл (1)        |
| 22 лютого 1928 (перегравання) |         |                        |
| Фолкерк (1)                   | 0:1 дч  | Гіберніан (1)          |
| Квінз Парк (1)                | 1:0     | Кілмарнок (1)          |

## Чвертьфінали
| Команда 1              | Рахунок | Команда 2       |
| ---------------------- | ------- | --------------- |
| 3 березня 1928         |         |                 |
| Альбіон Роверз (2)     | 0:1     | Рейнджерс (1)   |
| Данфермлін Атлетік (1) | 0:4     | Гіберніан (1)   |
| Мотервелл (1)          | 0:2     | Селтік (1)      |
| Квінз Парк (1)         | 1:0     | Партік Тісл (1) |

## Півфінали
| Команда 1       | Рахунок | Команда 2      |
| --------------- | ------- | -------------- |
| 24 березня 1928 |         |                |
| Селтік (1)      | 2:1     | Квінз Парк (1) |
| Рейнджерс (1)   | 3:0     | Гіберніан (1)  |

## Фінал
| 14 квітня 1928 15:00 (CET) |

| Рейнджерс (1)                      | 4:0 | Селтік (1) |
| ---------------------------------- | --- | ---------- |
| Мейклджон (пен.) Макфейл Арчибальд |     |            |

| Гемпден-Парк, Глазго Глядачів: 118 115 |